# فرودگاه بیدر
فرودگاه بیدر (به انگلیسی: Bidar Airport) (به زبان بومی: ಬೀದರ್ ವಿಮಾನ ನಿಲ್ದಾಣ) یک فرودگاه نظامی و همگانی است که یک باند فرود آسفالت دارد و طول باند آن ۲۱۲۰ متر است. این فرودگاه در شهر بیدر کشور هند قرار دارد و در ارتفاع ۶۶۴ متری از سطح دریا واقع شده‌است.